# Kristina Dukic
Kristina Dukic, ismertebb nevén Kika (stilizált K1KA) (2000. július 25. – Belgrád, 2021. december 8.) szerb youtuber és Twitch-streamer volt.
750 ezer feliratkozója volt YouTube-csatornáján, és nagyon népszerű volt Szerbiában és a szerb diaszpórában. A legtöbb videója a társasági életről, a szórakoztatásról és a játékokról szólt. Öngyilkos lett, miután internetes zaklatás áldozatává vált.
2000. július 25-én született Belgrádban. 2015 márciusában indította el saját Youtube-csatornáját.